# 趙剡水
趙剡水（1963年4月—）是一位中国企业家。

## 生平
出生於山西省，1983年進入第一拖拉機工作一直至今，1994年、2001年两次作为访问学者分别进入日本北海道大学、京都大学学习深造；2007年獲江蘇大學工學博士學位。現任中国一拖集团集團有限公司及第一拖拉機股份有限公司董事長。2018年2月24日，当选为第十三届全国人大代表。

## 相關連結
- 赵剡水：自主创新才是答案 豫企500網[永久]
- 赵剡水：自主创新要有紧迫感、危机感和责任感（页面存档备份，存于）

1. ↑  . 中新网.   [2021-02-13]. （原始内容存档于2018-02-27）.